# Genoa (Formel 3000)
Denna artikel handlar om racingstallet Genoa. Se även Genua.
Genoa var ett Formel 3000-stall som tävlade 1985-1987. Man vann mästerskapet 1986 med Ivan Capelli som förare.

## Förare
- 1987 - Alessandro Santin/Jacques Villeneuve/Corrado Fabi/Michel Ferte/Eliseo Salazar, Gregor Foitek/Fabrizio Barbazza/Marco Romano/Kris Nissen
- 1986 - Ivan Capelli
- 1985 - Ivan Capelli, Alain Ferté